# جان بنت (بازیگر)
جان بنت (انگلیسی: John Bennett؛ ‏ ۸ مهٔ ۱۹۲۸ – ۱۱ آوریل ۲۰۰۵) یک هنرپیشه اهل انگلستان بود.
از فیلم‌ها یا برنامه‌های تلویزیونی که وی در آن نقش داشته است، می‌توان به سلامم را به برود استریت برسانید، عنصر پنجم و رسالت اشاره کرد.